# Тинтнер, Ганс
Ганс Тинтнер (нем. Hans Tintner; 28 ноября 1894, Вена, Австро-Венгрия — 28 сентября 1942, концлагерь Освенцим, Генерал-губернаторство, нацистская Германия) — австрийский актёр, сценарист, режиссёр, кинопродюсер.

## Биография
Родился в 1894 году в Вене, Австро-Венгрия.
В начале своей карьеры был театральным актёром в Австрии. Примерно в 1918 году прибыл в Мюнхен и начал сниматься в кино, а в середине 1920-х годов переехал в Берлин и стал сотрудником по связям с общественностью кинопрокатной компании «Дойче Верайнсфильм. АГ» (ДЕФА). Впоследствии стал директором этой кинокомпании.
Выступая сосценаристом и сопродюсером, работал с такими режиссёрами как Вали Арнхайм и Николай Маликов, в частности, в 1926 году по его сценарию Маликов снял фильм «Наблюдатели жизни». Был руководителем производства и сосценаристом фильма «Шесть девушек ищут пристанища» (1928).
В 1929 году дебютировал как режиссёр, сняв социальную драму «Цианид» на тему легализации абортов, получившую бурное обсуждение.
В том же году вышел также музыкальный фильм «Кайзерлибхен», который распространялся в Австрии под названием «Кайзер Йозеф и дочь почтмейстера».
Его карьера была прервана приходом к власти нацистов, он вернулся в Австрию, после её «присоединения» бежал во Францию, где во время Второй мировой войны был арестован немецкой оккупационной властью. 19 июля 1942 года он прибыл в концлагерь Освенцим, где через пару недель погиб при невыясненных обстоятельствах.

## Список работ
| Год  | Произведение                       | Работа                          |
| ---- | ---------------------------------- | ------------------------------- |
| 1928 | Six Girls and a Room for the Night | Сценарист                       |
| 1928 | Strauss, the Waltz King            | Сценарист                       |
| 1930 | Pimp girls                         | Режиссёр-постановщик, сценарист |
| 1930 | The Young Love                     | Режиссёр-постановщик            |
| 1930 | Cyanide                            | Режиссёр-постановщик, сценарист |
| 1931 | Kaiserliebchen                     | Режиссёр-постановщик, сценарист |